# Rodrigo García (réalisateur)
Pour les articles homonymes, voir Rodrigo García et García.
Rodrigo Garcia Barcha plus connu sous le nom de Rodrigo Garcia est un réalisateur, directeur de la photographie et scénariste colombien né le 24 août 1959 à Bogota (Colombie). Il est le fils de l'écrivain et novelliste Gabriel García Márquez. Il est connu en particulier pour ses films Nine Lives, Mother and Child (2009), Albert Nobbs (2011), Derniers jours dans le désert (2015), ainsi que son travail sur le HBO, (film et télévision) la série dramatique En traitement. En 2005, il obtient le Léopard d'or pour son film Nine Lives. Il a également créé, écrit et réalisé la série Web primée Blue, (2012-2015) avec Julia Stiles, pour laquelle il a remporté le prix IAWTV en 2014.

## Biographie
Garcia est né à Bogota, en Colombie. Il est le fils de l'écrivain et prix Nobel colombien Gabriel García Márquez et de Mercedes Barcha Pardo. À cause de son père, il a grandi autour de Carlos Fuentes, Julio Cortázar, Pablo Neruda et Luis Buñuel. Avant de se consacrer à la photographie, Rodrigo Garcia a étudié l'histoire médiévale à l'université Harvard et a ensuite étudié à l'American Film Institute. Dans les années 2000, Garcia Barcha a commencé à faire des films. Ses premiers films étaient Ce que je sais d'elle... d'un simple regard (2000), exposés dans la catégorie Un certain regard à Cannes et Ten Little Love Stories (2001). Garcia a réalisé plusieurs films indépendants, tels que le film primé Nine Lives, qui a été nommé pour le William Shatner Golden Groundhog Award pour le meilleur film souterrain, et Albert Nobbs (2011), qui a été projeté dans plusieurs festivals du film, ainsi que des épisodes de plusieurs séries HBO, notamment Six Feet Under, La Caravane de l'étrange et Big Love. Il a produit et développé la HBO, drame (film et télévision) série dramatique, En analyse. Il a travaillé comme cadreur pour Cold Heaven, Génération 90, Une promenade dans les nuages, Birdcage, L'Heure magique et De grandes espérances. Comme directeur de la photographie pour Anatomie d'un top model et Fleur de poison.
À la télévision, il a réalisé des épisodes de séries américaines telles que Les Soprano ou Six Feet Under. Rodrigo Garcia fait partie du projet de trois amis : Guillermo del Toro, Alejandro González Iñárritu et Alfonso Cuarón pour l'une des bandes où tous ces cinéastes talentueux ont participé ensemble. Le premier film sur la liste était Rudo y Cursi, réalisé par Carlos Cuarón, le frère d'Alfonso, avec Diego Luna et Gael García Bernal. Rodrigo Garcia a réalisé plusieurs films indépendants et plusieurs épisodes de séries américaines. Son dernier travail a été la participation à Revolution, présenté à Berlin en 2010. C'est un film composé de dix courts métrages réalisés par de prestigieux cinéastes latino-américains et offrant un regard critique sur la Révolution (1910-1917), dont le centenaire, en 2010, a été célébré au Mexique. En 2012, Garcia et Jon Avnet ont créé WIGS, une chaîne Web de la YouTube Original Channel Initiative qui produit des drames scénarisés destinés principalement à un public de femmes.Pour WIGS, Garcia a créé, écrit et dirigé plusieurs séries Web, notamment Blue, avec Julia Stiles, pour lequel il a remporté un IAWTV Awards du meilleur réalisateur - Drame en 2014.
Rodrigo Garcia a indiqué qu'il souhaitait réaliser une nouvelle version cinématographique du scénario de Time to Die, écrit en 1965 par son père Gabriel García Márquez et déjà présenté deux fois à l'écran par Arturo Ripstein en 1965 et par Jorge Ali Triana en 1985. Mais lorsqu'on lui a demandé s'il emporterait l'un des romans de son père au cinéma, Gabriel García Márquez, il a répondu : « Non, ce n'est pas dans mes plans, car cela ne fonctionnerait pas. » Pourquoi, pour deux raisons. Parce que le film lui-même serait secondaire, aussi parce que Gabo et moi avons des obsessions différentes et, par conséquent, des thèmes différents.
En 2021, il publie "Les adieux à Gabo et Mercedes", une évocations des derniers jours de son père, décédé en 2014.

## Filmographie

### Comme réalisateur
- 2000 : Ce que je sais d'elle... d'un simple regard (Things You Can Tell Just by Looking at Her)
- 2001 : Ten Tiny Love Stories
- 2001-2005 : Six Feet Under (série télévisée)
- 2005 : Nine Lives
- 2005 : Fathers and Sons (TV)
- 2008 : En analyse (série télévisée)
- 2008 : Les Passagers (Passengers)
- 2010 : Mother and Child
- 2011 : Albert Nobbs
- 2015 : Les Derniers Jours dans le désert (Last Days in the Desert)
- 2020 : Four Good Days
- 2022 : Raymond & Ray (Apple TV)

### Comme directeur de la photographie
- 1988 : El Verano de la señora Forbes (TV)
- 1989 : Aram
- 1990 : Lola
- 1991 : Mi querido Tom Mix
- 1991 : Danzón
- 1993 : Mi vida loca d'Allison Anders
- 1994 : Something Extraordinary
- 1995 : Le Silence des innocents (Indictment: The McMartin Trial) de Mick Jackson (TV)
- 1995 : Groom service (Four Rooms)
- 1998 : Anatomie d'un top model (Gia) de Michael Cristofer (TV)
- 1999 : Sexe attitudes (Body Shots) de Michael Cristofer

### Comme scénariste
- 2000 : Ce que je sais d'elle... d'un simple regard (Things You Can Tell Just by Looking at Her)
- 2001 : Ten Tiny Love Stories
- 2005 : Nine Lives
- 2005 : Fathers and Sons (TV)
- 2012 : Gravity d'Alfonso Cuarón
- 2015 : Les Derniers Jours dans le désert (Last Days in the Desert) de lui-même
- 2020 : Four Good Days de lui-même